# 松毛火绒草
松毛火绒草（学名：Leontopodium andersonii）是菊科火绒草属的植物。分布在老挝、缅甸以及中国大陆的贵州、云南等地，生长于海拔1,000米至2,500米的地区，见于针叶林下、干燥草坡、开旷草地以及丘陵顶部，目前尚未由人工引种栽培。

## 别名
火草、小地松（云南）